# Таузенд-Палмс (Каліфорнія)
Таузенд-Палмс (англ. Thousand Palms) — переписна місцевість (CDP) в США, в окрузі Ріверсайд штату Каліфорнія. Населення — 7967 осіб (2020).

## Географія
Таузенд-Палмс розташований за координатами 33°48′54″ пн. ш. 116°21′16″ зх. д. / 33.81500° пн. ш. 116.35444° зх. д. (33.814975, -116.354464).  За даними Бюро перепису населення США в 2010 році переписна місцевість мала площу 61,22 км², уся площа — суходіл.

## Демографія
Згідно з переписом 2010 року, у переписній місцевості мешкало 7715 осіб у 2849 домогосподарствах у складі 1896 родин. Густота населення становила 126 осіб/км².  Було 3705 помешкань (61/км²).
Расовий склад населення:
| - 74,7 % — білих - 1,7 % — азіатів - 1,4 % — чорних або афроамериканців - 1,0 % — корінних американців - 0,1 % — вихідців з тихоокеанських островів - 18,4 % — осіб інших рас |

До двох чи більше рас належало 2,7 %. Частка іспаномовних становила 52,5 % від усіх жителів.
За віковим діапазоном населення розподілялося таким чином: 22,7 % — особи молодші 18 років, 52,3 % — особи у віці 18—64 років, 25,0 % — особи у віці 65 років та старші. Медіана віку мешканця становила 43,3 року. На 100 осіб жіночої статі у переписній місцевості припадало 100,2 чоловіків;  на 100 жінок у віці від 18 років та старших — 96,5 чоловіків також старших 18 років.
Середній дохід на одне домашнє господарство  становив 50 953 долари США (медіана — 42 727), а середній дохід на одну сім'ю — 59 409 доларів (медіана — 46 695). Медіана доходів становила 45 033 долари для чоловіків та 31 735 доларів для жінок. За межею бідності перебувало 10,1 % осіб, у тому числі 12,7 % дітей у віці до 18 років та 10,3 % осіб у віці 65 років та старших.
Цивільне працевлаштоване населення становило 2943 особи. Основні галузі зайнятості: освіта, охорона здоров'я та соціальна допомога — 21,9 %, мистецтво, розваги та відпочинок — 21,5 %, будівництво — 13,4 %, роздрібна торгівля — 8,1 %.